# Decade of Decadence
| Recensione | Giudizio |
| ---------- | -------- |
| AllMusic   |          |

Decade of Decadence è una raccolta del gruppo musicale statunitense Mötley Crüe, pubblicata il 5 ottobre 1991 dalla Elektra Records.

## Il disco
Il disco è una raccolta che, oltre a diversi pezzi famosi, contiene anche alcuni remix di tracce presenti negli album precedenti. Inoltre c'è una traccia registrata dal vivo, una apparsa in una colonna sonora (Rock 'n' Roll Junkie nel film Le avventure di Ford Fairlane) e una cover di Teaser di Tommy Bolin proveniente da una compilation che raggruppava diversi artisti (Stairway to Heaven/Highway to Hell). Ma soprattutto, sono presenti tre inediti posti alla fine del disco: Primal Scream, Angela e una cover di Anarchy in the U.K. dei Sex Pistols. I primi due sono usciti come singoli promozionali assieme alla nuova versione di Home Sweet Home.
L'album raggiunse il secondo posto della Billboard 200, mentre Home Sweet Home '91 divenne l'ultimo singolo del gruppo capace di entrare nella Billboard Hot 100, facendo addirittura meglio della versione originale di Theatre of Pain che era rimasta esclusa dalla top 40. L'album, attualmente fuori commercio, è stato in seguito sostituito con le raccolte Greatest Hits e Supersonic and Demonic Relics.

## Tracce
1. Live Wire (Kick Ass '91 Remix) – 3:16 (Nikki Sixx)
2. Piece of Your Action (Screamin' '91 Remix) – 4:39 (Sixx, Vince Neil)
3. Shout at the Devil – 3:14 (Sixx)
4. Looks That Kill – 4:08 (Sixx)
5. Home Sweet Home '91 – 4:01 (Sixx, Neil, Tommy Lee)
6. Smokin' in the Boys Room – 3:27 (Cub Koda, Mike Lutz)
7. Girls, Girls, Girls – 4:29 (Sixx, Lee, Mick Mars)
8. Wild Side – 4:40 (Sixx, Lee)
9. Dr. Feelgood – 4:48 (Sixx, Mars)
10. Kickstart My Heart (live in Dallas, TX) – 4:57 (Sixx)
11. Teaser – 5:16 (Tommy Bolin, Jeff Cook)
12. Rock 'n' Roll Junkie – 4:01 (Sixx, Lee, Mars)
13. Primal Scream – 4:46 (Sixx, Neil, Lee, Mars)
14. Angela – 3:54 (Sixx, Neil, Lee, Mars)
15. Anarchy in the U.K. – 3:20 (Johnny Rotten, Steve Jones, Glen Matlock, Paul Cook)

## Formazione
- Vince Neil – voce
- Mick Mars – chitarra
- Nikki Sixx – basso
- Tommy Lee – batteria

## Classifiche
| Classifica (1991) | Posizione massima |
| ----------------- | ----------------- |
| Stati Uniti       | 2                 |